# Lorenzo Barcelata
Lorenzo Barcelata Castro (*Tlalixcoyan, Veracruz, 28 de julio de 1889 -  Ciudad de México, 30 de junio de 1943). Fue uno de los compositores más aclamados del estado de Veracruz, México, donde vivió hasta la edad de 54 años. De niño, mostró talento por la guitarra, pero esto no era nada extraño en su familia, donde había varios músicos. A la edad de 14 años escribió su primera canción, "Arroyito".

## Biografía
Se mudó a Tampico y formó el Cuarteto Tamaulipeco, junto con el compositor Ernesto Cortázar. y Alberto Caballero Fueron populares en Veracruz y Yucatán, y su fama se difundió internacionalmente cuando el gobierno de México los envió a una gira por Cuba. Mientras estaban ahí, el cuarteto firmó una gira por los EE. UU. por 52 semanas. Cuando dos miembros del cuarteto murieron en un accidente automovilístico en Nueva Jersey, Barcelata regresó a México. Junto con Cortázar, se le nombró director del XEFO, la estación de radio oficial de la política nacional. Barcelata volvió a formar el cuarteto con miembros nuevos y lograron alcanzar nuevos niveles de fama.
Barcelata se involucró en la industria del cinema Mexicano en 1932. Compuso para varias películas, comenzando con "Una Vida por Otra" en 1932. También escribió música para "Mano a Mano" (1932) cuya letra fue escrita por Ernesto Cortázar, y "Almas Encontradas" (1934), "María Elena" (1936), y "Cielito Lindo" (1936). En 1936 se volvió aún más popular cuando actuó como Martín en la película "Allá en el Rancho Grande". Tuvo otro papel en "Bajo el Cielo de México" (1937). Continuó en las películas por el resto de su vida, con créditos que incluyen La Zandunga (película) (1938), "Down México Way" (1941), y "Amanecer Ranchero" (1942).

## María Elena
Su canción más famosa es "María Elena", (también conocida por "Tuyo es mi corazón") escrita originalmente para Lucía Martínez García a petición de Ernesto Soto Reyes esposo de Lucía y por lo que pagó $10,000 pesos de entonces, poco tiempo después antes de registrarla, Barcelata se la muestra a su amigo empresario  Anacarsis "Carcho" Peralta a quien le encanta  y curiosamente aparece al poco tiempo registrada como "María Elena", nombre de una novia que tenía el empresario. La música de este tema se escuchó por primera vez en EE. UU. como fondo de la película "Bordertown" en 1935, un año antes de su aparición en la película mexicana "María Elena". La canción original fue escrita en español y en 1941 fue traducida al inglés y grabada por la orquesta de Lawrence Welk bajo el sello OKeh. Le siguió la versión grabada por Jimmy Dorsey con la voz de Bob Eberly. El disco sencillo de Dorsey llegó a la cima de Billboard en la semana del 14 de junio de 1941, y mantuvo esa posición por 2 semanas ininterrumpidas. Una versión por Wayne King le hizo competencia y fue la número 2 en la semana del 14 de junio. Una versión vocal por Tony Pastor alcanzó los primeros 10, llegando al No.9 en la semana de junio 28. Desde entonces, "María Elena" ha sido grabada en muchos idiomas. Una versión instrumental por los hermanos brasileños "Los Indios Tabajaras" fue lanzada bajo la firma de RCA y llegó a ocupar el puesto 6 en 1963.  De igual manera, el cantante mexicano Pedro Fernández grabó una versión de "María Elena" en su álbum Aventurero de 1998.
La popularidad de "María Elena" en los EE. UU. los llevó a otra gira, y Barcelata permaneció ahí por algún tiempo, regresando a México en 1943. Firmó contrato para una serie de programas de radio, pero antes de debutar, murió el 13 de julio de 1943. Dejó un catálogo de 214 canciones publicadas por Peer Music. Además, otras de sus canciones famosas incluyen "El coconito", "Presumida", "El cascabel", "Por ti aprendí a querer", "El siquisiri", "Tú ya no soplas", "Las cuatro milpas", "El arreo", "Corrido del agrarista" y "El toro coquito".

## Corrido Agrarista
El Corrido Agrarista, (Himno Agrarista) Fue compuesto en conjunto por Lorenzo Barcelata (Música) y Ernesto Cortázar (Letra), fue grabado en 1929. Dicho Corrido fue adoptado como himno dentro de los actos políticos del Congreso Nacional Campesino, debido a que constantemente era interpretado por los miembros en sus actos políticos, adoptándolo de manera definitiva cuando se encontraban ya consolidados como órgano estatal e institucional después de los años cuarenta. Es mencionado en el libro Popular Movements and State Formation in Revolutionary Mexico: The Agraristas and Cristeros of Michoacan (Movimientos y formación del Estado en la México Revolucionaria, Los Agraristas y Cristeros en Michoacán), publicado por la Duke University Press como uno de los corridos imprescindibles de la lucha Revolucionaria en México. Forma parte de la historia de la música de Tamaulipas

## El Cascabel
En 1977, su canción "El cascabel" fue seleccionada —junto a piezas musicales de todo el planeta— para representar los sonidos de la Tierra en un disco de gramófono enviado al espacio exterior a bordo de las misiones Voyager, con la intención de que pueda ser escuchado por las inteligencias extraterrestres que lo encuentren. La versión grabada para dicha misión fue interpretada por Antonio Maciel y Las Aguilillas con El Mariachi México de Pepe Villa, y la única pieza en español y de composición orgullosamente mexicana que fue elegida por Carl Sagan y el equipo de científicos que conformaron el proyecto en 1977. En el libro Murmullos De La Tierra; El Mensaje Interestelar Del Voyager (Murmurs of Earth: The Voyager Interstellar Records), Timothy Ferris, describe las razones por las que El Cascabel de Barcelata fue seleccionado para ser enviado al espacio.
```
   “El intercambio de solos es característicamente Mediterráneo, pero la rapidez del arreglo y el encadenamiento es de procedencia africana. También es característico del jazz americano y de los blues. Su efecto en El Cascabel es intenso, La orquesta mariachi de Barcelata, a pesar de su impresionante tamaño y de la cantidad de tonos, parece tan ágil como un banco de peces voladores”, escribió el científico.
[
3
]
```

## Barcelata en el Cine
Por Tí aprendí a querer, película basada en la vida del músico Lorenzo Barcelata, dirigida por el Productor José Díaz Morales en el año de 1957, con el guion de Jesús Cárdenas, fotografía de Enrique Wallace, música de Antonio Díaz Conde, sonido de Ernesto Caballero, escenografía: Manuel Fontanals, edición: José W. Bustos y producción a cargo de Filmadora Panamericana. Con: Antonio Maciel, Lilia del Valle, María Teresa Barcelata, Ernesto Cortázar, José Luis Caro, Fanny Schiller y Emma Roldán este filme retrata cómo triunfó en el medio artístico y la historia de amor que vivió mientras lo lograba.
Sinopsis
Aunque su devota tía Prócula quiere hacerlo cura, el protagonista decide trasladarse al puerto de Veracruz para triunfar como músico. Ahí conoce a Teresa, una joven de la que se enamora.Lorenzo intenta trabajar en el pueblo, pero las cosas no salen bien, entonces opta por irse a Tampico para probar suerte, lo cual provoca que su enamorada se sienta defraudada. En el noreste, él conoce a tres hombres con quienes funda el cuarteto Los trovadores tamaulipecos.Juntos, los músicos se presentan en diversos lugares de la Ciudad de México y de Estados Unidos. En uno de esos sitios el cantante y Teresa se reencuentran. Es momento de saber qué tan fuerte es su amor.